# Нойштадт (Гольштейн)
Нойштадт (нім. Neustadt in Holstein) — місто в Німеччині, розташоване в землі Шлезвіг-Гольштейн. Входить до складу району Східний Гольштейн.
Площа — 19,74 км2. Населення становить 15 154 ос. (станом на 31 грудня 2020).